# Relicina precircumnodata
Relicina precircumnodata är en lavart som beskrevs av Hale. Relicina precircumnodata ingår i släktet Relicina och familjen Parmeliaceae.   Inga underarter finns listade i Catalogue of Life.